# بوناوا
بوناوا (انگلیسی: Bonava) شرکت املاک سوئدی است، که در سال ۲۰۰۰ تأسیس شد.